# Bàdminton als Jocs Olímpics d'estiu de 2008
La competició de Bàdminton dels Jocs Olímpics d'Estiu 2008 es disputà del 9 al 17 d'agost de 2008. Es disputaren 5 proves, dues d'elles masculines, dues femenines i una de mixta. Aquesta és la cinquena vegada que aquest esport és present als Jocs Olímpics de manera oficial, després que s'estrenés als Jocs Olímpics de Barcelona 92. Amb tot, anteriorment ja havia estat present, com a esport de demostració a Múnic 1972 i Seül 1988.
Totes les proves d'aquesta especialitat es realitzaren al Gimnàs de la Universitat Tècnica de Pequín.

## Calendari
| Dies               | 9 d'agost     | 10 d'agost    | 11 d'agost      | 12 d'agost   | 13 d'agost      | 14 d'agost      | 15 d'agost     | 16 d'agost     | 17 d'agost |
| ------------------ | ------------- | ------------- | --------------- | ------------ | --------------- | --------------- | -------------- | -------------- | ---------- |
| Individual Masculí | Primera Ronda | Primera Ronda | Segona Ronda    | 1/8 de final |                 | Quarts de final | Semifinals     | Bronze         | Final      |
| Individual Femení  | Primera Ronda | Segona Ronda  | 1/8 de final    |              | Quarts de final |                 | Semifinals     | Bronze / Final |            |
| Dobles Masculí     |               |               |                 | 1/8 de final | Quarts de final | Quarts de final | Semifinals     | Bronze / Final |            |
| Dobles Femení      |               | 1/8 de final  | Quarts de final |              | Semifinals      |                 | Bronze / Final |                |            |
| Dobles Mixtos      |               |               |                 | 1/8 de final |                 | Quarts de final | Semifinals     | Bronze / Final |            |

## Resultats

### Categoria masculina
| Prova              | Or                                      | Argent                               | Bronze                                 |
| Individual masculí | Lin Dan                                 | Chong Wei Lee                        | Chen Jin                               |
| Dobles masculí     | Indonèsia Hendra Setiawan · Markis Kido | R.P. de la Xina Cai Yun · Fu Haifeng | Corea del Sud Jiman Hwang · Jaejin Lee |

### Categoria femenina
| Prova             | Or                                | Argent                                   | Bronze                                 |
| Individual femení | Zhang Ning                        | Xie Xingfang                             | Maria Yulianti                         |
| Dobles femení     | R.P. de la Xina Du Jing · Yu Yang | Corea del Sud Hyojung Lee · Kyungwon Lee | R.P. de la Xina Wei Yili · Zhang Yawen |

### Categoria mixta
| Prova         | Or                                      | Argent                             | Bronze                              |
| Dobles mixtos | Corea del Sud Hyojung Lee · Yongdae Lee | Indonèsia Liliyana · Nova Widianto | R.P. de la Xina He Hanbin · Yu Yang |

## Medaller
| Posició | País            | Or | Argent | Bronze | Total |
| 1       | R.P. de la Xina | 3  | 2      | 3      | 8     |
| 2       | Indonèsia       | 1  | 1      | 1      | 3     |
| 2       | Corea del Sud   | 1  | 1      | 1      | 3     |
| 4       | Malàisia        | 0  | 1      | 0      | 1     |